# اوآسه، میه
اوآسه در استان میه در کشور ژاپن واقع شده‌است که دارای جمعیت ۲۱٬۲۷۲ نفر و مساحت ۱۹۳٫۱۶ کیلومتر مربع با تراکم جمعیت ۱۱۰ نفر در کیلومترمربع است و در تاریخ ۲۰ ژوئن ۱۹۵۴ به عنوان شهر شناخته شد.